# دانیل فرانکو
دانیل فرانکو (انگلیسی: Daniele Franco؛ زادهٔ ۷ ژوئن ۱۹۵۳) اقتصاددان، بانکدار و سیاست‌مدار اهل ایتالیا است، که هم‌اکنون به‌عنوان وزیر اقتصاد و دارایی ایتالیا فعالیت می‌کند.